# Антитрестове законодавство США
Антитре́стове законода́вство — законодавство, що забороняє монополії порушення торговельного обміну (створення дефіцитів, товарний демпінг тощо) і передбачає підтримання конкуренції.
Наприкінці XIX сторіччя в США, як сніжний ком, наростали явища, що поставили під загрозу основу основ національної економіки — конкуренцію. Уряд повинен був захистити вільне підприємництво. Починалася історія антитрестового законодавства.
Антитрестове законодавство направлене на підтримку конкуренції й перешкоджанню обмеженню торгівлі.
У 1890 51-й Конгрес США приймає закон Шермана — перший федеральний законодавчий акт, направлений проти монополій, що виросли після війни між Північчю та Півднем.
Закон Шермана визнав незаконним створення монополії або змову з метою створення монополії або обмеження свободи торгівлі. Йдеться про угоду про фіксовані ціни, ціни, пропоновані на аукціонах, і про розподіл споживачів. Монополія є незаконною в тому випадку, якщо тільки одна фірма поставляє продукти або послуги не тому, що вони вищої якості, а тому, що конкуренція якимось чином пригнічена.
Порушення закону Шермана розглядаються як злочинні дії. Індивідуальні дії можуть каратися штрафом до 250 тисяч дол. та ув'язненням строком до 3 років в кожному випадку. На корпорації може бути накладений штраф до 1 млн дол. в кожному випадку.